# Resolució 129 del Consell de Seguretat de les Nacions Unides
La Resolució 129 del Consell de Seguretat de les Nacions Unides, aprovada per unanimitat el 7 d'agost de 1958, va cridar a un període de sessions especials d'emergència de l'Assemblea General després de prendre en compte que la falta d'unanimitat dels membres permanents del Consell de Seguretat en les sessions prèvies impedien que el Consell mantingués la pau i la seguretat internacional.